# Janet Frame
Janet Frame (Dunedin, 28 agosto 1924 – Dunedin, 29 gennaio 2004) è stata una scrittrice neozelandese.

## Biografia
Nacque da una famiglia povera, e trascorse la sua infanzia e la prima giovinezza tra numerosi fratelli e sorelle, in un clima di indigenza materiale ma intellettualmente stimolante. Fin da piccola mostrò un'estrema timidezza e sensibilità che la fecero apparire diversa dagli altri bambini. Riuscì a diplomarsi come insegnante, ma successivamente non fu considerata "normale" e idonea all'insegnamento. Le venne fatta una diagnosi di schizofrenia, e fu internata per otto anni in manicomio, dove fu sottoposta a circa 200 trattamenti di elettro-shock. I medici dell'Istituto per Malattie Mentali nel quale fu rinchiusa volevano lobotomizzarla.
Fu liberata da questa situazione grazie alla pubblicazione di alcuni suoi libri e dai riconoscimenti che il mondo letterario cominciò a tributare alla sua creatività di scrittrice e poetessa tra i quali il Commonwealth Writers' Prize nel 1989 per La leggenda del fiore della memoria. Fu candidata due volte al premio Nobel per la letteratura, l'ultima nel 2003. 
Morì nel 2004 di leucemia, nella sua cittadina natale.
Il film Un angelo alla mia tavola, che ripropone il titolo da uno dei suoi tre romanzi autobiografici, è stato tratto dalle sue autobiografie e diretto da Jane Campion, vincitrice del premio speciale della giuria alla Mostra Internazionale d'Arte Cinematografica di Venezia nel 1990.

## Traduzioni italiane
Principali traduzioni italiane delle opere di Janet Frame:
- Volti nell'Acqua (1963)
- La laguna e altre storie; traduzione di Antonella Sarti (1998) - Titolo originale Lagoon and other stories
- Dentro il muro; traduzione di Lidia Perria (1990) - Titolo originale Faces in the water - ISBN 88-356-0034-0;
- Un angelo alla mia tavola: autobiografia; traduzione di Lidia Zazo (1991 - 1992) - Comprende: L'isola del presente: autobiografia; traduzione di Lidia Zazo - Titolo originale To the Is-Land; Un paese di fiumi: autobiografia; traduzione di Lidia Zazo; La città degli specchi: autobiografia; traduzione di Lidia Zazo
- Vivere nel Maniototo, traduzione di Pietro Ferrari (1992) - Titolo originale Living in the Maniototo
- Gridano i gufi, traduzione di Laura Noulian (1994) - Titolo originale Owls do cry - ISBN 88-7746-718-5
- Giardini profumati per ciechi (1997);
- Cuor di formica (1998); traduzione di Marina Baruffaldi - ISBN 8804446625
- La leggenda del fiore della memoria; traduzione, note e postfazione di Simone Garzella (2007) - Titolo originale The carpathians - ISBN 9788873713463
- Parleranno le tempeste (2017); traduzione e note di Eleonora Bello e Francesca Benocci; prefazione di Pamela Gordon (Janet Frame Literary Trust) - ISBN 978-88-97308-39-3